# زیست‌توده

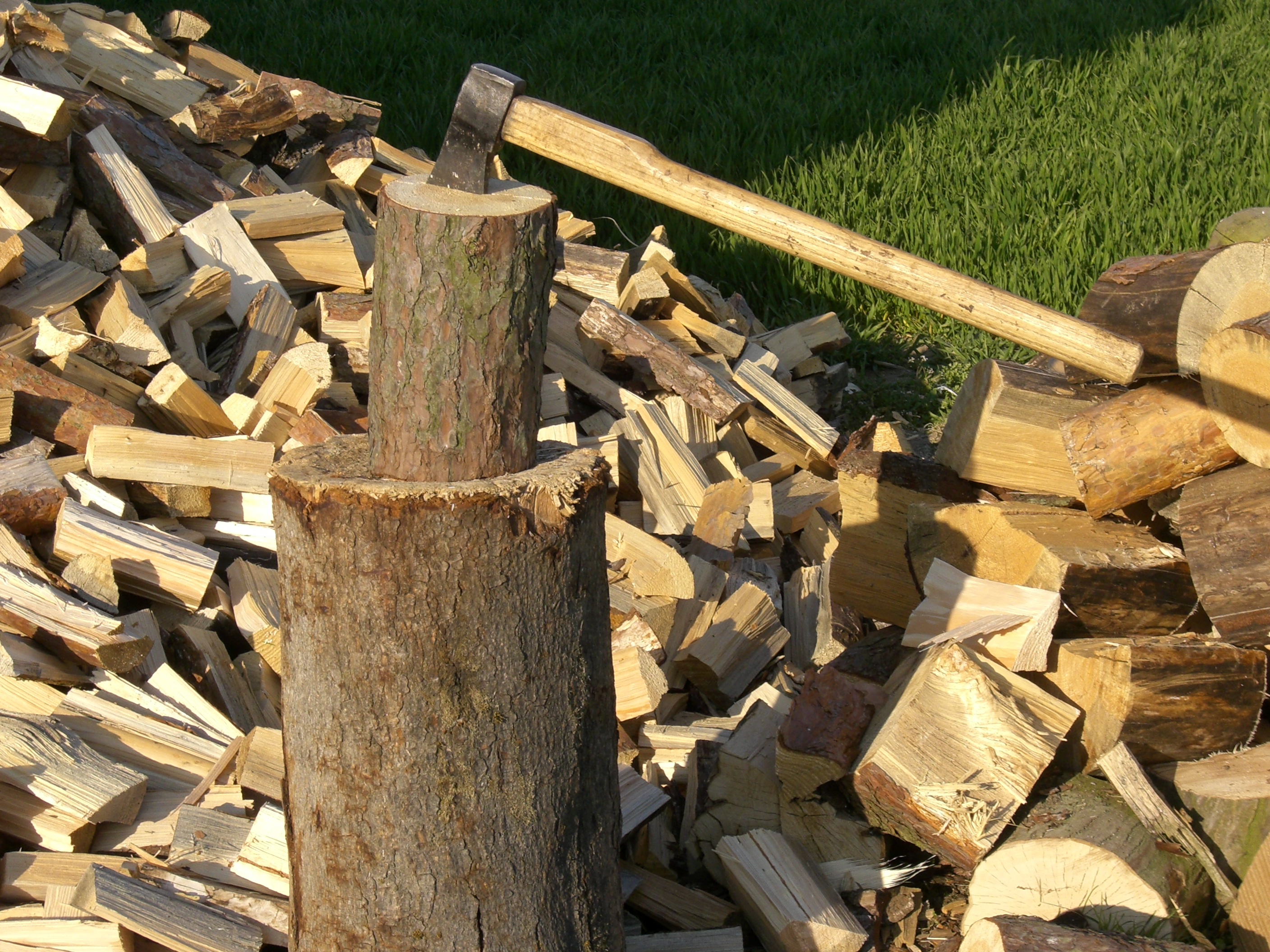
چوب به عنوان یک منبع زیست‌توده

زیست‌توده یا زی‌توده یا بیومس (به انگلیسی: Biomass) یک منبع تجدیدپذیر انرژی است که از مواد زیستی به دست می‌آید. به‌طورکلی، زباله‌هایی که منشأ زیستی داشته باشند و از تکثیر سلولی پدید آمده باشند را زیست‌توده نامند.
نمونه‌هایی از منابع زیست‌توده‌ای:
1. جنگل‌ها و ضایعات جنگلی
2. محصولات و ضایعات کشاورزی، باغداری و صنایع غذایی
3. فضولات دامی
4. فاضلاب‌های شهری و صنعتی
5. فاضلاب‌ها، پسماندهای آلی صنعتی
6. ضایعات جامد زباله‌های شهری

زیست‌توده شامل زباله‌های زیستی قابل سوزاندن هم می‌شود، اما شامل مواد زیستی مانند سوخت فسیلی (نفت، گاز و…) که طی فرایندهای زمین‌شناختی تغییر شکل یافته‌اند، مانند زغال‌سنگ یا نفت نمی‌شود. اگر چه سوخت‌های فسیلی ریشه در زیست‌توده در زمان بسیار قدیم دارند به دلیل این‌که کربن موجود در آن‌ها از چرخهٔ زیستی طبیعت خارج شده است و سوزاندن آن‌ها تعادل دی‌اکسید کربن موجود در اتمسفر را برهم می‌زند عنوان زیست‌توده به آن‌ها داده نمی‌شود.

## تعریف‌های دیگر
تعریف اتحادیه اروپا از زیست‌توده که در راهنمای (2001/77/EC) به تاریخ ۲۷ سپتامبر ۲۰۰۱ میلادی عنوان شده، عبارت است از: «زیست‌توده عبارت است از اجزا قابل تجزیه (زیست‌شناسی) زیستی از محصولات، پسماندها و زائدات کشاورزی (شامل موادگیاهی و دامی)، جنگل‌ها و صنایع وابسته و همچنین زائدات صنعتی و شهری قابل تجزیه». بر اساس تعریف علمی ارائه شده برای زیست‌توده در این آیین‌نامه، زیست‌توده به سوخت‌هایی گفته می‌شود که از جرم‌توده فیتوپلانکتونها و جرم‌توده زئوپلانکتونها ساخته می‌شوند.
به‌طور کلی؛ هرچه که در طبیعت با منشأ زیستی به وجود آمده در پایان و تخمیر اجزای آن بیومس است. حتی انرژی حاصل از گرمای بدن.

## فواید
امروزه مشخص شده است که سوخت‌های زیستی به دست آمده از پسماندهای جنگل‌ها و محصول‌های کشاورزی جهان می‌تواند سالانه به اندازه ۷۰ میلیارد تن نفت خام انرژی در دسترس بشر قرار دهد که این میزان ۱۰ برابر مصرف سالانه انرژی در جهان است. همچنین می‌توان از این سوخت‌ها بیشتر در تولید گرما بهره برد زیرا می‌توانند باعث صرفه جویی اقتصادی چشمگیری شوند. زیست‌توده شامل زباله‌های زیستی قابل سوزاندن هم می‌شود.
زیست‌توده قابلیت تولید برق، حرارت، سوخت‌های مایع، سوخت‌های گازی و انواع کاربردهای مفید شیمیایی را دارد. زیست‌توده سهم بزرگی در میان دیگر انواع منابع انرژی‌های نو دارا است به‌طوری‌که پس از زغال‌سنگ، نفت و گاز طبیعی، چهارمین منبع بزرگ انرژی در دنیا است. این منبع حدود ۱۴ درصد از انرژی اولیه جهان را تأمین می‌نماید و در حال حاضر بیش از ۵/۱۱٪ از انرژی اولیه جهان توسط منابع زیست‌توده تأمین می‌گردد؛ و این در حالی است که در ایالات متحده آمریکا ۳–۴ درصد از انرژی اولیه مورد نیاز فقط از منابع زیست‌توده تأمین می‌شود. قابلیت‌های زیست‌توده تنها در تولید حرارت نیست، بلکه در تولید سرما، سوخت‌های مورد نیاز برای حمل و نقل و تولید انرژی الکتریکی نیز استفاده دارد. در سال ۲۰۰۵حدود ۴۴ گیگا وات نیروگاه تولید برق (با انواع فناوری‌ها) و ۲۲۵گیگا وات حرارتی نیروگاه مدرن تولید حرارت با منبع زیست‌توده احداث شده است که فقط حدود ۱۰گیگا وات آن در ایالات متحده بوده است (حدود ۵۸ درصد از بازار تولید انرژی از منابع تجدید پذیر در آمریکا). همچنین بیش از ۵۰ میلیارد لیتر سوخت تجدیدپذیر از منابع زیست‌توده تولید و مصرف می‌گردد.

## چرخهٔ زیست‌توده در طبیعت
بخشی از تشعشع خورشید که به اتمسفر زمین می‌رسد، بواسطه فرایند فتوسنتز در گیاهان جذب و ذخیره می‌شود. ماکزیمم راندمان تبدیل انرژی خورشیدی در این فرایند بین ۵ تا ۶ درصد است. گیاهان به عنوان منابع ذخیره کربن هستند و دی‌اکسید کربن را از هوا جذب کرده و به صورت کربن ذخیره می‌نمایند. وقتی گیاهی توسط جانوری خورده می‌شود، بخشی از کربن موجود در گیاه خورده شده به انرژی تبدیل می‌شود و بخشی دیگر دربافت‌های زنده ذخیره می‌گردد. بخش سوم نیز با فضولات جانوری دفع می‌گردد. در صورتی که چوب یا گیاهان سوزانده شوند، علاوه بر انرژی، بخش اعظمی از کربن ذخیره شده به صورت کربن دی‌اکسید آزاد می‌شود و بخشی نیز در خاکستر باقی می‌ماند.

## تاریخچه
فناپذیری سوخت‌های فسیلی، تنوع‌بخشی به منابع انرژی، توسعه پایدار ایجاد امنیت انرژی، مشکلات زیست‌محیطی ناشی از مصارف انرژی فسیلی از یک طرف و تجدیدپذیر بودن منابع انرژی‌های نو نظیر خورشید، باد، زیست‌توده و … از طرف دیگر باعث توجه جدی جهانیان به توسعه و گسترش استفاده از انرژی‌های تجدیدپذیر و افزایش سهم این منابع در سبد انرژی جهانی شده است. امروزه جهان شاهد افزایش چشمگیر فعالیت‌ها و بودجه دولت‌ها و شرکت‌ها در امر تحقیق، توسعه و عرضه سیستم‌های انرژی‌های تجدیدپذیر است و این فعالیت‌ها همراه با صرف بودجه‌های کلان در این زمینه در نهایت موجب کاهش قیمت تمام شده انرژی‌های تجدیدپذیر و رقابت‌پذیری این تکنولوژی با سیستم‌های انرژی سنتی موجود می‌گردد. از دیدگاه تاریخی استفاده از انرژی زیست‌توده به ابتدایی‌ترین دوره‌های تاریخ بازمی‌گردد. از زمانی که آتش شناخته شد، انسان نخستین، همواره چوب و برگ خشک درختان را به عنوان سوخت استفاده می‌کرده و این چرخه تا قرن حاضر نیز ادامه پیدا کرده است.

### تاریخچه زیست‌توده در جهان
- کشف و مهار آتش و استفاده از حرارت حاصل از سوزاندن چوب و خار و خاشاک
- خروج گاز و اشتعال ناقص آن ناشی از دفن زباله در طبقات زیرین زمین توسط پیلی نی روسی
- اعلام وان هلمونت در سال ۱۶۳۰ در خصوص شناسائی و اشتعال گاز دفنگاه
- کشف ماهیت گاز مرداب (متان- بیوگاز) در سال ۱۶۶۷ دانشمندی به نام شرلی
- شناسائی گاز متان به عنوان ترکیب اصلی بیوگازاز مواد تخمیر شده توسط ولتا و در سال ۱۷۷۶
- شروع تحقیقات عمده در زمینة تخمیر بی‌هوازی و کاربرد آن به وسیله شخصی به نام دیوی در سال ۱۸۰۸
- در سال ۱۸۸۴ فردی به نام گاین طرحی را به اجراء درآورد که به وسیله بیوگاز حاصل از انرژی زیست‌توده روشنایی خیابان‌های شهر پاریس را تأمین نمود.
- نخستین نیروگاه بیومس در کشور بنگلادش

### تاریخچه بهره‌گیری از زیست‌توده درایران
- محمدبن حسین عاملی معروف به شیخ بهائی (۱۰۳۱–۹۳۵ هجری قمری) جزء نخستین کسانی بوده که از بیوگاز حاصل از زیست‌توده (فاضلاب حمام) استفاده کرده و آن را به عنوان سوخت یک حمام در اصفهان به کار برده است.
  - اولین هاضم تولید گاز متان در ایران در روستاهای نیازآباد لرستان در سال ۱۳۵۴ ساخته شده است. این دستگاه به گنجایش ۵ متر مکعب، فضولات گاوی روستا را مورد استفاده قرار داده و بیوگاز مصرفی حمام مجاور را تأمین می‌نموده است.
    - از نظر استفاده‌های سنتی از این منبع، مطابق سرشماری سال ۱۳۷۵، ۱۰ درصد خانوارهای روستایی برای گرمایش منازل خود و ۵ درصد خانوارهای روستایی برای پخت‌وپز عمدتاً از چوب و فضولات دامی استفاده می‌کرده‌اند.
      - در سال ۱۳۵۹ دو واحد کوچک آزمایشی در دانشگاه بوعلی سینا همدان احداث گردید که با فضولات کشتارگاه و کود گاوی تغذیه می‌گردید.
        - دانشگاه صنعتی شریف نیز در سال ۱۳۶۱ یک واحد ۳ متر مکعب را به صورت آزمایشی مورد مطالعه قرار داد که با فضولات گاوی بارگیری می‌شد.
          - در حال حاضر پروژه‌های متعددی در این خصوص توسط وزارت نیرو و بخش خصوصی در دست اجرا می‌باشد.

## ساختار شیمیایی
زیست‌توده بر پایه کربن است و از مخلوط مولکول‌های آلی، شامل هیدروژن، معمولاً اکسیژن و اغلب نیتروژن و مقدار کمی از دیگر اتمها مانند، فلزات قلیایی، فلزات قلیایی خاکی و فلزات سنگین است.
. منابع زیست‌توده شامل ترکیبات آلی با زنجیره بلند می‌باشد که در فرایند هضم به مولکولهای ساده‌تر تبدیل می‌شود. حاصل این فرایند گازی قابل اشتعال به نام بیو گاز است و به آن بیو گاز یا گاز مرداب نیز گفته می‌شود. این گاز شامل دو جزء عمده متان و دی‌اکسید کربن به همراه مقدار جزئی از گازهای دیگر می‌باشد. این مخلوط گازی با ارزش حرارتی ۲/۲ – ۵/۱ مگاژول بر مترمکعب است.

## راه‌های تأمین منابع انرژی زیست‌توده
یکی از راه‌های تأمین منابع انرژی زیست‌توده، کاشت درختان یا درختچه‌های مناسب (با دوره رشد کوتاه و سریع) در زمین‌های نامرغوب و نیمه بایر است. گر چه سوزاندن این منابع، گاز دی‌اکسید کربن را در جو منتشر می‌کند، اما چون دوره کاشت و رشد و نمو آن‌ها دائمی است، به همان اندازه دی اکسیدکربن از جو زمین جذب می‌کنند و با استفاده از انرژی خورشیدی، از طریق فتوسنتز، اکسیژن تولید می‌کنند. بدین ترتیب، یک «چرخه کربن خنثی» در طبیعت پدید می‌آید. همچنین چوب‌ها یا بعضی از زباله‌ها می‌توانند سوزانده شوند تا بخار آّب تولید شود و از آن برای تولید برق استفاده می‌شود. البته سوزاندن بیومس تنها راه آزادسازی آن‌ها نیست. بیومس‌ها می‌توانند به اشکال دیگری انرژی قابل استفاده در اختیار ما قرار دهند. مثل گاز متان، اتانول و بیودیزل. گاز متان جزء اصلی گاز طبیعی است. مواد بدبو مثل آشغال‌های گندیده و ضایعات کشاورزی و فضولات انسانی گاز متان آزاد می‌کنند که زیست گاز نامیده می‌شود. یکی دیگر از از منابع بیومس زباله‌ها هستند که ضایعات جامد شهری (MSW) نام دارند. زباله‌هایی که از محصولات گیاهی یا جانوری به دست می‌آیند بیومس هستند. غذاهای دورریز و چمن‌های کنده شده نمونه‌هایی از زباله‌های بیومس هستند.

## تقسیم‌بندی انواع منابع زیست‌توده
پسماندهای جامد: شامل مواد زائد جامدی هستند که از مراکز تجاری، اداری، خانگی و برخی صنایع حاصل می‌شود. این مواد یک منبع مناسب برای تولید انرژی می‌باشند. فرایندهای تبدیل و تولید مواد به انرژی از زباله در دنیا توسعه یافته و پروژه‌های زیادی در زمینه تولید انرژی (برق –حرارت) از زباله در دنیا مورد بهره‌برداری قرار گرفته‌اند.

### دورریزهای جامد شهری را می‌توان به مواد ذیل طبقه‌بندی نمود
- دورریزهای غذایی:بقایای جانوری و میوه یا سبزی (آشغال‌ها) ناشی از حمل و نقل، آماده‌سازی، پختن یا خوردن غذا، همچنین مواد غذایی فاسد که به ویژه در هوای گرم سریعاً تجزیه می‌شوند.
- زباله (به غیر از مواد غذایی):مواد زاید جامد قابل احتراق و غیرقابل احتراق به استثنای مواد زاید یا سایر مواد فاسد شدنی. عموماً زباله قابل احتراق از موادی مانند: کاغذ، مقوا، پلاستیک، پارچه، لاستیک، چرم، چوب، اثاث منزل و تزیینات باغ و گیاه تشکیل می‌شود. زباله غیرقابل احتراق عبارت است از اقلامی نظیر شیشه، بلور، قوطی‌های حلبی، قوطی‌های آلومینیومی، فلزات آهنی و غیرآهنی، چرک و کثافات و نخاله‌های ساختمانی.
- خاکسترها و بقایا:موادی که از سوختن چوب، زغال‌سنگ، زغال و سایر مواد زاید قابل احتراق باقی می‌مانند. بقایای حاصل از نیروگاه‌ها معمولاً در این گروه طبقه‌بندی نمی‌شوند. خاکسترها و بقایا به‌طور عادی شامل مواد ریز پودری شکل و مقادیر اندکی از موادی است که به‌طور ناقص سوخته‌اند.
- مواد زاید حاصل از تخریب و نخاله‌های ساختمانی: مواد زاید حاصل از ساختمان‌های تخریب شده و سایر ساختمان‌ها در ضمن مواد زاید حاصل از تخریب طبقه‌بندی می‌شوند. مواد زاید ساختمانی، قالب ریزی و تعمیر ساختمان‌های مسکونی، تجاری و صنعتی و سازه‌های مشابه به عنوان نخاله‌های ساختمانی شناخته می‌شوند. این مواد شامل کثافات، سنگ‌ها، بتن، آجرها، پلاستر، چوب، تیرهای چوبی، لوله‌کشی، تأسیسات حرارتی و الکتریکی می‌شوند.
- مواد زاید مخصوص: مواد زایدی مانند مواد جاروب شده خیابانی، زباله‌های کنار جاده، بقایای حاصل از ویرانی، جانوران مرده و وسایل نقلیه اسقاط جزو مواد زاید مخصوص طبقه‌بندی می‌شوند.
- مواد زاید حاصل از واحدهای تصفیه: مواد زاید جامد و نیمه جامد حاصل از آب، فاضلاب و تأسیسات صنعتی تصفیه پساب در این گروه طبقه‌بندی می‌شوند.

### انواع دوریزها و پسماندهای جامد
- مواد زائد شهری: به مواد ناشی از فعالیت‌های که در محیط سکونت انسان تولید شده و به صورت جامد دور ریختنی تلقی می‌شود.
  - مواد زائد صنعتی: مواد ناشی از فعالیت‌های صنعتی.
    - مواد زائد خطرناک: مواد زائدی که برای انسانها یا جانوران یا گیاهان خطر آفرین باشد.

### دوریزهای خطرناک نیز معمولاً به گروه‌های زیر تقسیم می‌شوند
- مواد رادیواکتیو
  - ترکیبات شیمیایی
    - مواد زاید بیولوژیکی
      - مواد زاید قابل اشتعال
        - مواد منفجره

### فاضلاب‌های شهری
سالانه میلیون‌ها تن لجن در فرایند تصفیه فاضلاب در تصفیه خانه‌های شهرها و صنایع مختلف تولید می‌گردد که دارای پتانسیل مناسبی برای تولید انرژی می‌باشد. در حالیکه دفع و دفن این لجن‌ها از معضلات اساسی تصفیه خانه‌ها بوده و هزینه‌های گزافی در این زمینه صرف می‌گردد. با بهره‌گیری از فن‌آوری‌های مناسب می‌توان ضمن حل معضل این پسماندهای آلی به تولید انرژی پاک اقدام نمود.

### پسماندهای کشاورزی و جنگلی
چوب یا همان سوخت‌های چوبی اصطلاحی است، شامل انواع سوخت‌های حاصل از جنگل کاری، ضایعات حاصل از بهره‌برداری منابع جنگلی، ضایعات حاصل از صنایع تبدیلی چوب، صنایع چوب و کاغذ و تأسیسات پردازشی مجاور مناطق جنگلی که می‌تواند به عنوان یک ماده اولیه جهت احداث نیروگاه برای تأمین انرژی همان صنایع یا صنایع دیگر مورد استفاده قرار گیرد. زائدات کشاورزی نیز مواد سرشار از انرژی بوده که ارزش غذایی برای انسان ندارند. سالانه میزان زیادی از پسماند کشاورزی نظیر کاه و کلش غلات، شاخه و برگ انواع گیاهان و محصولات باغی در مراحل مختلف کشاورزی تولید می‌گردد که می‌تواند در فرایند تولید انرژی مورد استفاده قرار بگیرد.

### فضولات جانوری
فضولات حاصل از دام و طیور سرشار از مواد آلی بوده و در فرایند تولید انرژی می‌تواند به عنوان یک ماده اولیه مناسب در نیروگاه‌های زیست‌توده مورد استفاده قرار گیرند.

### پسماندهایصنایع غذاییو کشاورزی
در فرایندهای تولید و تبدیل در صنایع غذایی و کشاورزی سالانه مقدار زیادی پسماندهای آلی جامد و مایع تولید می‌گردد که می‌تواند ماده اولیه مناسبی برای نیروگاه‌های زیست‌توده باشد. انرژی حاصل از این پسماندها می‌تواند در همان صنایع یا صنایع دیگر مورد استفاده قرار گیرد. استفاده از این ضایعات در فرایند تولید انرژی و احداث نیروگاه‌های زیست‌توده می‌تواند در راستای توسعه پایدار در صنعت کشاورزی مد نظر قرار گیرد.

## محصولات انرژی‌زا

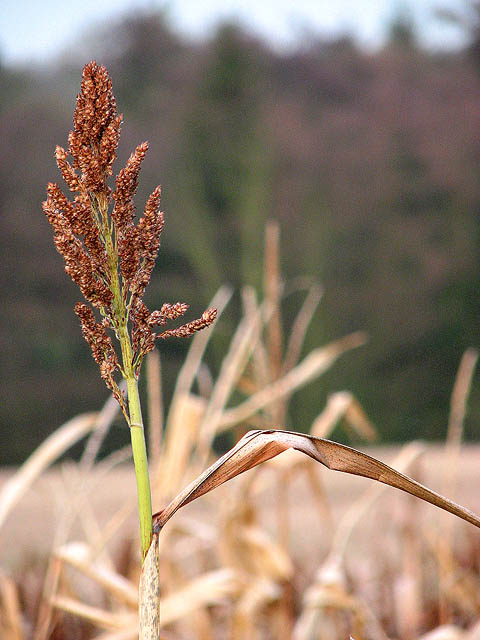
سورگوم دورنگ

در حال حاضر با توجه به اقتصادی بودن تولید انرژی و نیز برق از درختان در اروپا و آمریکای شمالی، کشاورزان بخش‌هایی از زمین‌های کشاورزی خود را به کشت درختان سریع الرشد و انرژی زا اختصاص می‌دهند. از انواع مختلف محصولات انرژی زا می‌توان به کشت درختان سریع الرشد نظیر اکالیپتوس، کشت محصولات کشاورزی (گیاهان) انرژی زا (مثل سورگوم ونیشکر)، کشت گیاهان روغنی با محتوی انرژی بالا مثل سویا و شلغم روغنی و درخت نخل اشاره کرد. این محصولات می‌توانند به عنوان سوخت امن و بی‌خطر در نیروگاه‌های زیست‌توده مورد استفاده قرار گیرند. توجه به این محصولات می‌تواند ضمن تأمین آسان و پایدار قسمتی از انرژی مورد نیاز و امنیت تأمین انرژی با ایجاد درآمد برای کشاورزان از جهت اختصاص ظرفیت‌های خالی و زمین‌های غیرقابل استفاده در بخش کشاورزی به این امر همراه باشد.

## کاربردهای انرژی زیست‌توده
امروزه برای منابع مختلف زیست‌توده و کاربردهای گوناگون آن، تکنولوژی‌های زیادی توسعه یافته یا در حال توسعه می‌باشند. منابع زیست‌توده با فناوری‌های مختلف تولید انرژی، به صورتهای مختلف انرژی نظیر برق، حرارت و سوخت تبدیل می‌گردند.

### مصارف غیرنیروگاهیزیست‌توده
بخش اعظمی از سهم انرژی زیست‌توده در تأمین انرژی اولیه مصرفی جهان به کاربردهای حرارتی و احتراق مستقیم به ویژه در کشورهای در حال توسعه اختصاص دارد. عمده‌ترین کاربرد منابع زیست‌توده در تأمین حرارت و پخت‌وپز می‌باشد.